# Oecetis kakaduensis
Oecetis kakaduensis är en nattsländeart som beskrevs av Arturs Neboiss 1989. Oecetis kakaduensis ingår i släktet Oecetis och familjen långhornssländor. Inga underarter finns listade i Catalogue of Life.